# Eldorado (film fra 1921)
 For alternative betydninger, se Eldorado (flertydig). (Se også artikler, som begynder med Eldorado)
Eldorado er en fransk stumfilm fra 1921 instrueret af Marcel L'Herbier.

## Medvirkende
- Ève Francis som Sibilla
- Jaque Catelain som Hedwick
- Marcelle Pradot som Iliana
- Philippe Hériat som Joao
- Georges Paulais som Estiria
- Claire Prélia